# Vierstreifen-Schlankcichlide
Der Vierstreifen-Schlankcichlide (Julidochromis regani), auch Regans Schlankcichlide genannt, ist eine afrikanische Buntbarschart und gehört zur Gattung Julidochromis. Da die Arten dieser Gattung in Verhalten, Aussehen und Haltungsanprüchen relativ einheitlich sind, wird hier nur auf die Besonderheiten dieser Art eingegangen. Allgemeine Informationen finden sich im Artikel zur Gattung.

## Aussehen
Während die anderen Julidochromis-Arten nur drei (mehr oder weniger ausgeprägte) horizontale Streifen haben, hat der Vierstreifen-Schlankcichlide vier waagerechte, schwarze bis dunkelbraune Streifen. Der unterste dieser Streifen ist dabei nicht ganz so klar ausgeprägt wie die restlichen und ist bei Jungfischen kaum oder gar nicht zu erkennen. Der weiße Wangenstreifen des J. regani kann, je nach Stimmung, ein weißlich-blaues Schimmern zeigen. Auf den Flossen (außer den Brustflossen) haben einigen Farbvarianten einen hellblau schimmernden Saum.
Allerdings gibt es auch einige Farbvarianten (z. B. J. regani kipili) die auf den ersten Blick nur drei waagerechte Streifen zu haben scheinen und damit dem Gelben Schlankcichliden (J. ornatus) sehr ähnlich sehen. Hier findet sich der vierte Streifen nur auf der Wange des Fisches, wodurch man auch diese Unterarten von J. ornatus unterscheiden kann. Je nach Farbvarianten sind die Fische nur am Rücken, am Rücken und Bauch oder am ganzen Körper gelblich gefärbt.
J. regani wird bis zu 13 cm groß. Teilweise zu findende Größenangaben von bis zu 30 cm sind schlicht falsch und können nur mit einem Zahlendreher erklärt werden (dreißig statt dreizehn).

## Vermehrung

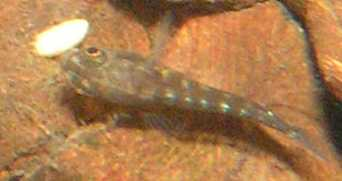
Jungfisch (ca. 6 mm) mit Ei

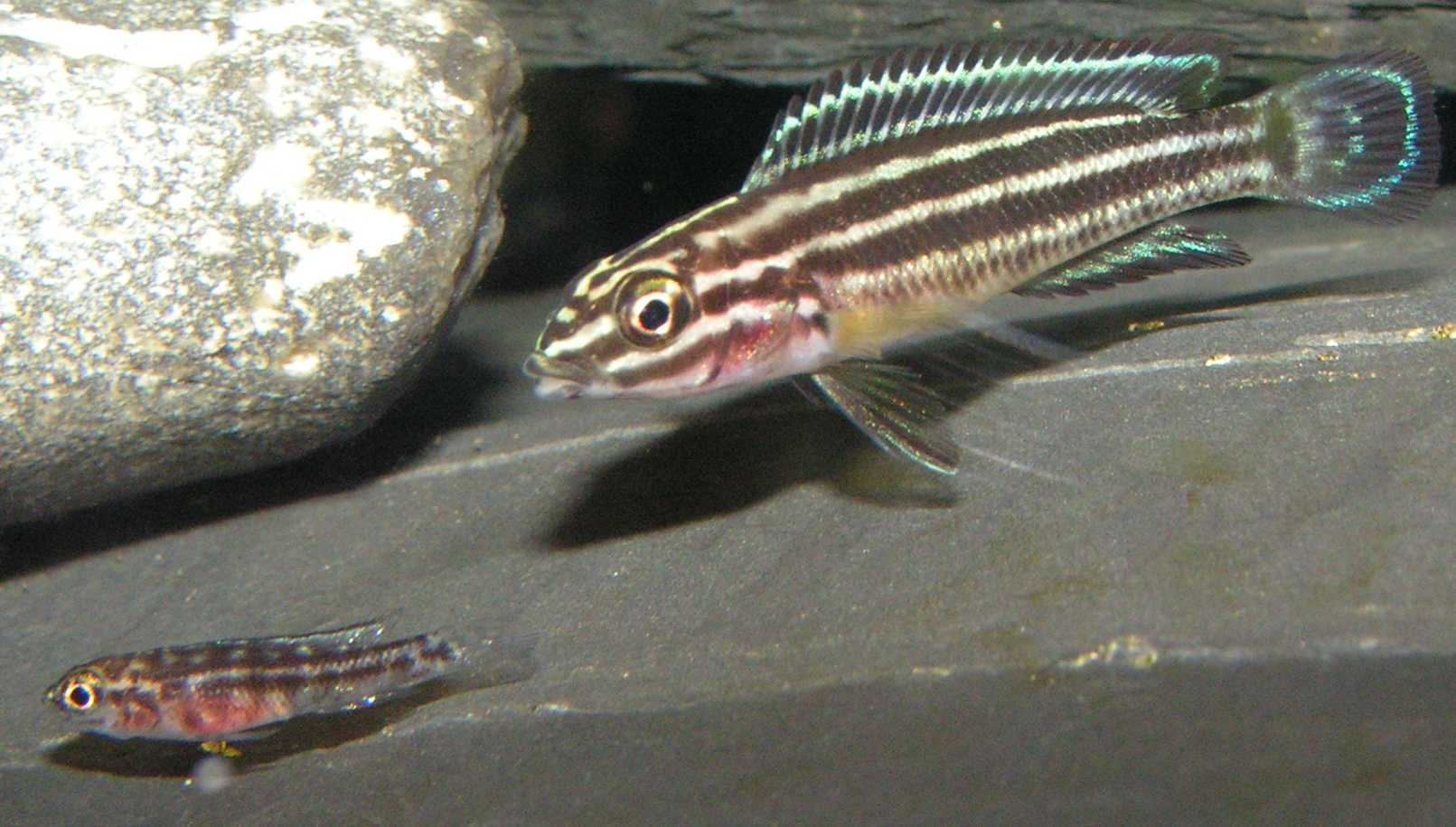
Jungfische (ca. 6 mm und 2 cm)

Vierstreifen-Schlankcichliden leben paarweise zusammen. Das Weibchen heftet viele, manchmal über 200, Eier an die Wand einer Höhle oder Felsspalte. Die Eier haben eine relativ harte Schale und sind oval und cremefarben mit einem Durchmesser von knapp zwei Millimetern. J. regani betreibt Etagenzucht, es leben also mehrere Jungfischgenerationen mit den Eltern. Ältere Jungfische verhalten sich ihren teils deutlich kleineren Geschwistern gegenüber nicht aggressiv.
Die Jungfische bleiben anfangs in unmittelbarer Nähe der Höhle, erweitern mit zunehmender Größe aber ihren Aktionsradius. Wenn viele ältere Geschwister ein größeres Gefühl der Sicherheit vermitteln schwimmen allerdings auch wenige Millimeter große Jungfische durchs gesamte Revier der Eltern.
Sehr kleine Jungfische (unter 1 cm) weichen in ihrer Zeichnung deutlich von den halbwüchsigen und erwachsenen Tieren ab. Bei ihnen ist der vierte Streifen noch nicht sichtbar. Stattdessen zeigen sich bei ihnen senkrechte Streifen, so dass man sie für Nachkommen von Julidochromis marlieri halten könnte.
Falls nicht auf Menge gezüchtet werden soll, müssen die Jungfische nicht gezielt gefüttert oder anderweitig gepflegt werden. Sie finden in einem gut eingefahrenen Aquarium ausreichend Futter und werden von den Eltern beschützt.